# Kawasaki Vulcan

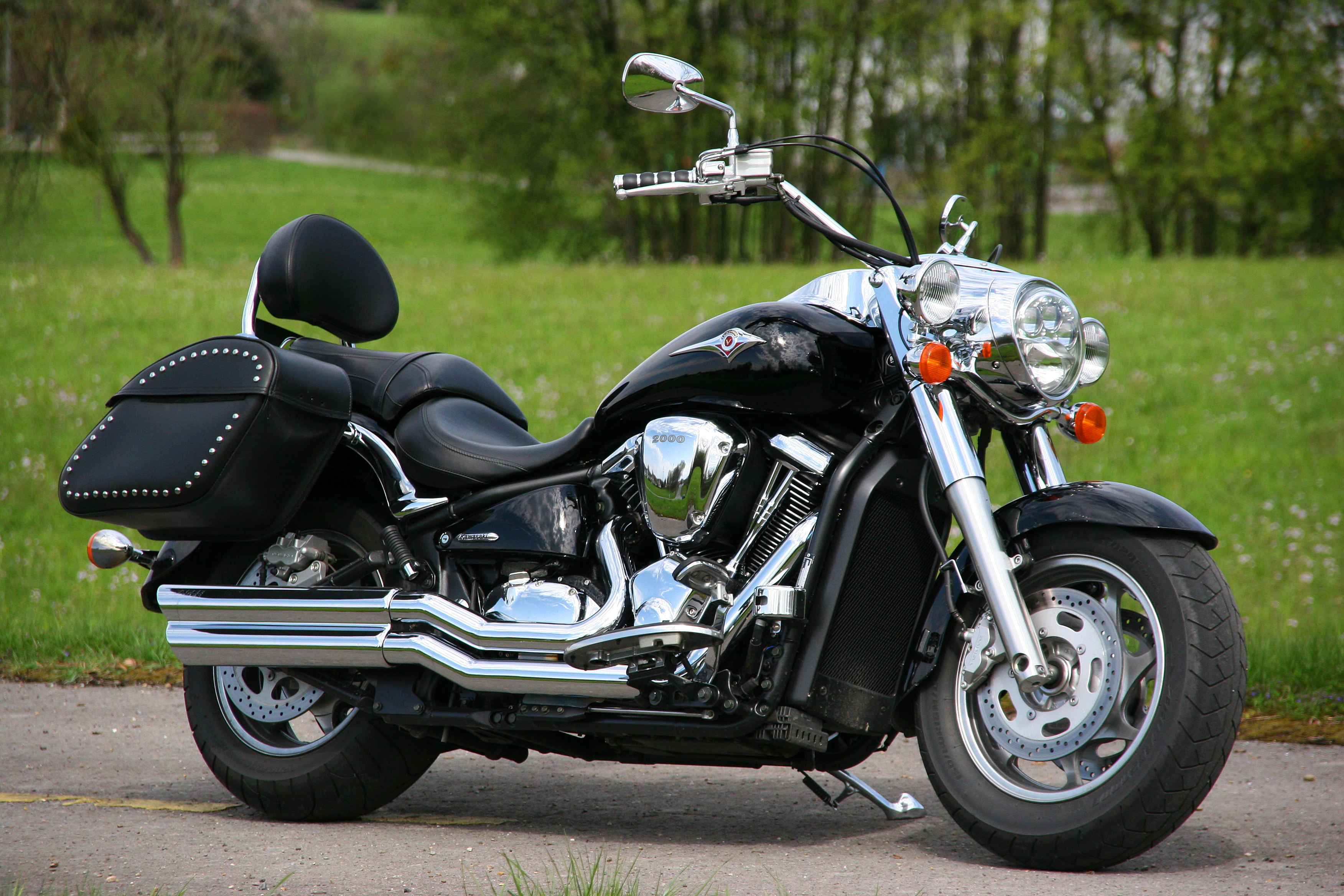
Kawasaki VN2000

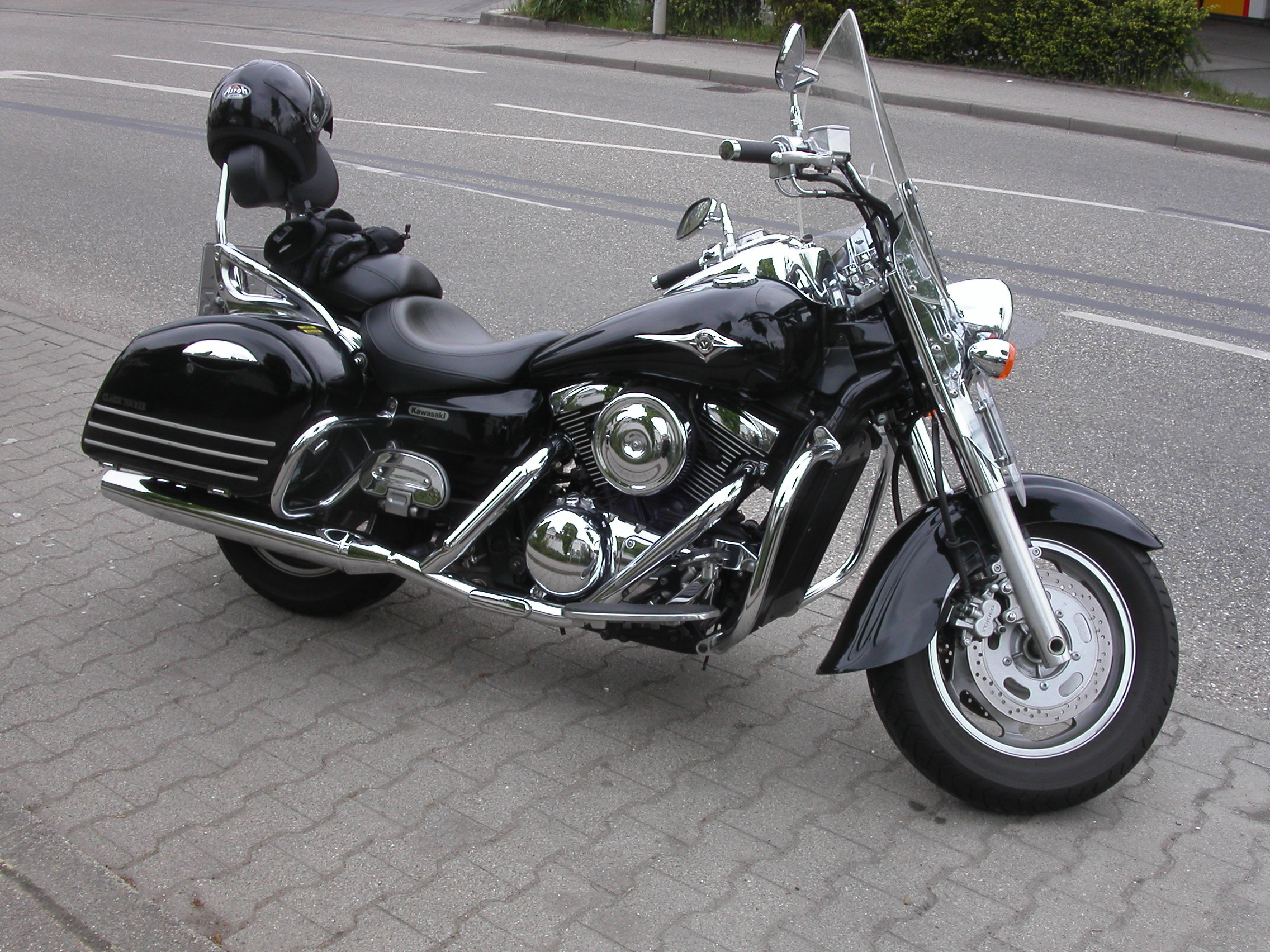
Kawasaki VN1600 Classic

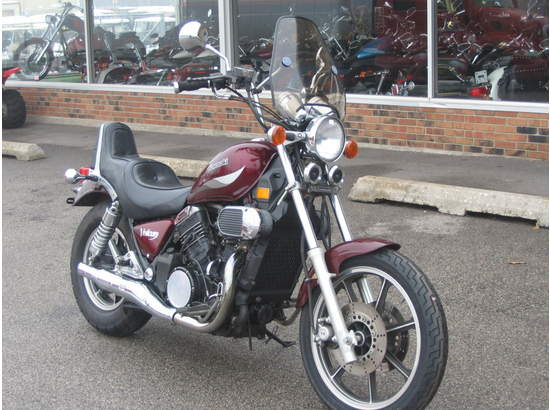
Kawasaki VN700

Kawasaki Vulcan (або Kawasaki VN) — сімейство мотоциклів типу круізер японської компанії Kawasaki. Ці мотоцикли випускаються з 1984 року, як правило, з V-подібними двигунами об'ємом від 125 см3 до 2053 см3.

## Моделі
- Vulcan 400
- Vulcan 500
- Vulcan 500 LTD
- Vulcan VN700
- Vulcan VN750
- Vulcan VN800
- Vulcan VN800 Classic
- Vulcan 800 Drifter
- Vulcan 900 Classic
- Vulcan 900 Classic LT
- Vulcan 900 Custom
- Vulcan 88
- Vulcan 88SE
- Vulcan 1500
- Vulcan 1500 Classic
- Vulcan 1500 Classic Fi
- Vulcan 1500 Drifter
- Vulcan 1500 L
- Vulcan 1500 Mean Streak
- Vulcan 1500 Nomad
- Vulcan 1500 Nomad Fi
- Vulcan 1600 Classic
- Vulcan 1600 Mean Streak
- Vulcan 1600 Nomad
- Vulcan 1700 Classic
- Vulcan 1700 Classic LT
- Vulcan 1700 Nomad
- Vulcan 1700 Voyager
- Vulcan 2000
- Vulcan 2000 Classic
- Vulcan 2000 Classic LT
- Vulcan 2000 Limited